# توم بندي
توم بندي (بالإنجليزية: Tom Bundy)‏ ولد في 08 أكتوبر 1881 في لوس أنجلوس - وتوفي في 13 أكتوبر 1945. كان توم لاعب كرة مضرب أمريكي. كما أنه أحد أبطال الجراند سلام. حصل على المركز الثالث في سنة 1910 في الفردي، وسُجل كأعلى تصنيف له.

## الخط الزمني للأداء
مفتاح
| ف | ن | ن.ن | ر.ن | د# | د.م | ل | أ.أ | ت | غ | ب | ف | ذ | م.خ | ل.ت |

(ف) فاز بالبطولة (ن) وصل النهائي (ن.ن) نصف النهائي (ر.ن) ربع النهائي (د#) الأدوار الأربعة الأولى (د.م) دور المجموعات (ل) شارك في كأس ديفيز (أ.أ) خرج من الأدوار الاولى (ت) خسر التصفيات التأهيلية (غ) غاب عن الحدث أو البطولة (ب) حصل على ميدالية برونزية (ف) حصل على ميدالية فضية (ذ) حصل على ميدالية ذهبية (م.خ) بطولة الماسترز خُفضت إلى مرتبة أقل (ل.ت) البطولة لم تعقد في السنة المعينة.
لتجنب الارتباك وازدواجية الحساب، يتم تحديث هذه المعلومات إما في نهاية البطولة، أو عندما تكون مشاركة اللاعب في البطولة قد انتهت.
| دورات الجراند سلام            |     |     |     |    |    |
| بطولة أستراليا المفتوحة للتنس | غ   | غ   | غ   | غ  | غ  |
| بطولة ويمبلدون                | غ   | غ   | غ   | غ  | غ  |
| أمريكا المفتوحة               | ن.ن | نCh | ن.ن | د4 | د2 |

## روابط خارجية
- توم بندي على موقع رابطة محترفي التنس (الإنجليزية)
- توم بندي على موقع الاتحاد الدولي لكرة المضرب (الإنجليزية)
- توم بندي على موقع كأس ديفيز (الإنجليزية)